# Daryle Lamont Jenkins
Daryle Lamont Jenkins (Newark, 22 de juliol de 1968) és un activista polític nord-americà, més conegut per fundar One People's Project, una organització amb seu a New Brunswick (Nova Jersey). Jenkins és el seu director executiu.
Jenkins va néixer a Newark (Nova Jersey) i es va criar a Somerset (Nova Jersey). Es va graduar a la Franklin High School i va servir a la Força Aèria dels Estats Units. En tornar del servei, es va convertir en una part de l'escena punk rock, produint dos programes d'accés públic sobre l'escena, així com activisme polític, que va provocar cert conflicte amb la seva posició de reporter i editor per a diaris locals.
Jenkins porta documentant i escrivint sobre organitzacions i individus de la dreta des del 1989, mentre ell seguia exercint a la Força Aèria com a agent de policia. El 2000, va fundar One People Project per contra-protestar a una manifestació a Morristown, Nova Jersey, per Richard Barrett del Moviment Nacionalista, i l'organització va guanyar la reputació de documentar públicament grups d'odi i les seves activitats, pràctica coneguda avui com a doxing. A més, Jenkins també ha guanyat la reputació d'ajudar els neonazis a deixar aquests cercles, entre ells Bryon Widner, la història de la qual va aparèixer al documental Erasing Hate, que es convertiria en una pel·lícula cinematogràfica titulada Skin protagonitzada per Jamie Bell, Danielle Macdonald, Vera Farmiga i Mike Colter interpretant Jenkins. La pel·lícula va fer la seva estrena mundial al Festival Internacional de Cinema de Toronto l'any 2018, i es va estrenar el 27 de juny de 2019 a través de DirecTV Cinema abans de ser llançada el 26 de juliol de 2019 per A24.
Si bé One People Project i Jenkins van guanyar certa notorietat al llarg dels anys, no va ser fins a la campanya de Donald Trump per a la presidència i la seva eventual victòria, que l'organització i ell van guanyar en atenció dins del moviment Antifa. Jenkins ha aparegut en nombrosos programes de notícies, articles i documentals de televisió, en especial a The Montel Williams Show, A Current Affair, The Rachel Maddow Show i a AM Joy amb Joy Reid. El 2018, el documental Alt-Right: Age of Rage, presentava a Jenkins enfrontat al nacionalista blanc Richard Spencer, que s'estrenà a South by Southwest.